# Reza Attaran
Reza Attaran (en persan : رضا عطاران), né à Mashhad le 31 mars 1968, est un acteur et réalisateur iranien de séries télévisées et de cinéma ainsi qu'un metteur en scène de théâtre,. 

## Biographie
Originaire de la petite ville de Kakhk dans la province de Khorasan-e-razavi, il a fait ses études en design industriel à la Faculté des beaux-arts de l’Université de Téhéran. Plus tard, il s’est intéressé au théâtre et au cinéma.

## Carrière
En 1994, il commence sa carrière dans la série Saat-e Khosh de Mehran Modiri. En 1998, il réalise, en collaboration avec Majid Salehi et Yousef Teymouri, une série télévisée pour enfants intitulée : Majid-e Delbandam (Mon cher Majid). Il a réalisé également la série télévisée Torsh va Shirine (Aigre et Sucré)  pour IRIB en 2007,. 
Au cinéma, il a joué dans Havou, et  Tighzan  de Alireza Dawoodnejad, et Kolahi baraye baran de Massoud Nawabi,.

## Filmographie
- Séries télévisées

| Année | Titre original        | Titre en français        | Fonction(s)                       | Personnage |
| ----- | --------------------- | ------------------------ | --------------------------------- | ---------- |
| 1994  | Saat-e Khosh          | Joyeuse heure            | Acteur et Scénariste              | ?          |
| 1996  | Donyae Shirine        | Un monde doux            | Acteur                            | ?          |
| 1997  | Sib-e khndeh          | Une pomme de rire        | Acteur et Réalisateur artistique  | ?          |
| 1998  | Majid-e Delbandam     | Mon cher Majid           | Acteur et Réalisateur artistique  | ?          |
| 1999  | Setareha              | Les étoiles              | Acteur et Réalisateur artistique  | ?          |
| 2000  | Ghatar-e abadi        | Train éternel            | Acteur et Réalisateur artistique  | ?          |
| 2001  | Harf tou harf         | Paroles entrecoupées     | Scénariste                        | -          |
| 2002  | Zir asseman-e tchahar | Sous le ciel de la ville | Scénariste                        | -          |
| 2003  | koutcheye aghaghya    | Ruelle d'acacia          | Acteur et Réalisateur             | Faramarz   |
| 2004  | Khaneh bedoush        | Sans logis               | Acteur, Réalisateur et Scénariste | Ahmad      |
| 2005  | Motaham gorikht       | L'accusé s'est enfui     | Acteur et Réalisateur             | ?          |
| 2007  | Torsh va shirine      | Aigre et sucré           | Acteur et Réalisateur             | Nasser     |
| 2008  | Bezangah              | A l'improviste           | Acteur et Réalisateur             | Nader      |

- Cinéma

| Année | Titre original         | Titre en français  | Réalisateur             |
| ----- | ---------------------- | ------------------ | ----------------------- |
| 1998  | Kelid-e Ezdevaj        | Clé de mariage     | Dawood Movaseghi        |
| 2007  | Tofigh ejbari          | Succès indésirable | Mohammad Hossein Latifi |
| 2007  | Talkh va Shirine       | Amère et sucrée    | Massoud Etyabi          |
| 2008  | Tighzan                | --                 | Alireza Dawoodnejad     |
| 2008  | Sandali Khali          | Un siège vacant    | -                       |
| 2010  | Voroode Aghayan Mamnoo | --                 | Rambod Javan            |
| 2012  | Khabam miad            | Je me sens endormi |                         |